# Klein Schöppenstedt

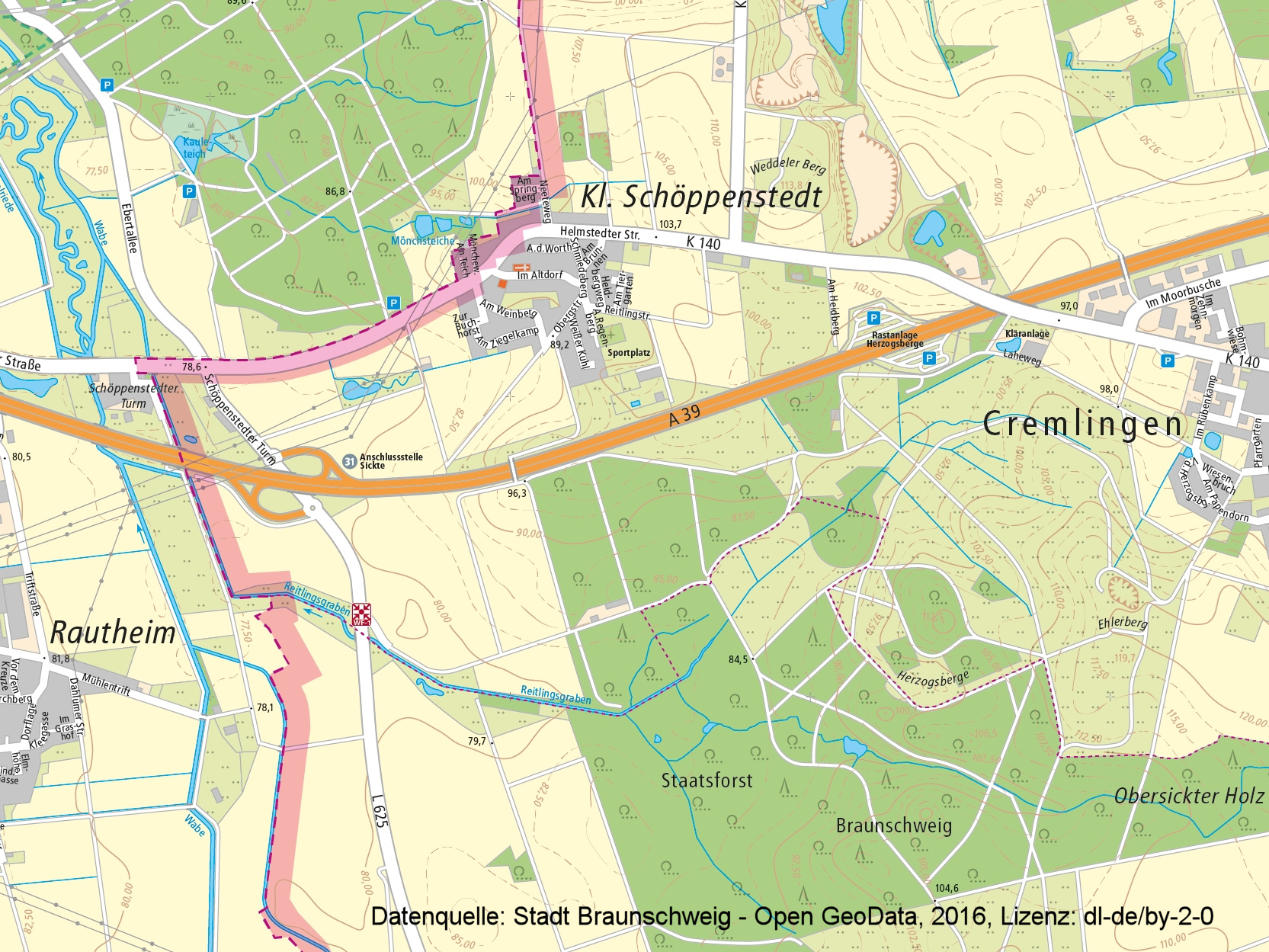
Grenzen der Gemeinde Klein Schöppenstedt auf der Karte der Stadt Braunschweig.

Klein Schöppenstedt ist eine Ortschaft in der Gemeinde Cremlingen im Westen des niedersächsischen Landkreises Wolfenbüttel. Der Ort hat etwa 650 Einwohner und wurde 1974 in die Gemeinde Cremlingen eingegliedert.

## Lage und Geographie
Klein Schöppenstedt liegt an der früheren B 1 zwischen Braunschweig und Helmstedt, etwa 6 km von der Braunschweiger Stadtmitte und 2 km westlich von Cremlingen, dem Hauptort der gleichnamigen Gemeinde. Im Süden wurde 2006 die A 39 dem Verkehr übergeben, deren Anschlussstelle „Sickte“ auf dem Gemeindegebiet liegt.
Im Norden grenzt der Ort unmittelbar an das bereits zu Braunschweig gehörende Landschaftsschutzgebiet Buchhorst. Von dort fällt das Gelände leicht zur Bundesautobahn hin ab und steigt bei dem südlich gelegenen Naturschutzgebiet Herzogsberge wieder an. Der dort fließende Reitlingsgraben bildet die südliche und westliche Gemeindegrenze. Der Schöppenstedter Turm an der früheren B 1 bildet den westlichsten Zipfel der Gemeinde.
Im Nordosten liegen der Weddeler Berg mit 112 m Höhe und die angrenzende Kiesgrube Schütz, der Fundort einer artenreichen Geschiebefauna aus verschiedenen Erdzeitaltern.

## Geschichte
Von mindestens 1225 bis 1834 war das Kloster Riddagshausen Grundherr, Herrschaft und Zehntherr des Dorfes, weshalb der Ort früher jahrhundertelang „Mönche-Schöppenstedt“ hieß. Erst 1921 wurde der Name Klein Schöppenstedt vom braunschweigischen Staatsministerium verfügt.

## Politik
Der Ortsrat, der Klein Schöppenstedt vertritt, setzt sich aus sieben Mitgliedern zusammen. Die Ratsmitglieder werden durch eine Kommunalwahl für jeweils fünf Jahre gewählt.
Bei der Kommunalwahl 2021 ergab sich folgende Sitzverteilung:
| Ortsrat 2021Insgesamt 7 Sitze - SPD: 2 - WGKS: 5 | Ortsratswahl 2021Wahlbeteiligung: 72,26 % 706050403020100 68,25 %26,12 %5,63 % WGKSaSPDFDPAnmerkungen:a Wählergemeinschaft Klein Schöppenstedt |

### Wappen
| | Blasonierung: „Geteilt durch einen rot-silbern geschachten Zisterzienserbalken von Blau und Gold; oben ein wachsender rotbewehrter und -gezungter goldener Löwe, unten ein blauer Pflug mit zwei Pflugmessern.“ |
| Wappenbegründung: Auch Klein Schöppenstedt gedenkt mit dem Braunschweiger Landkreislöwen seiner früheren Zugehörigkeit zum Landkreis Braunschweig. Das Dorf war immer von der Landwirtschaft geprägt, worauf die beiden Pflugmesser verweisen. Der geschachte Balken deutet die jahrhundertelange Grundherrschaft des Klosters Riddagshausen an. Das Wappen wurde von Torsten Decker und Wilhelm Krieg gestaltet und am 10. Dezember 1991 durch den Ortsrat angenommen. | |

## Gemeindeleben
Der Sport- und Kulturverein Klein Schöppenstedt (SKV Klein Schöppenstedt) wurde 1947 gegründet.
Vor der Dorfkirche befindet sich ein dreiteiliges Ehrenmal zum Gedenken an die Gefallenen des Ersten und Zweiten Weltkriegs.